# Primera División (Uruguay) 1938
Die Saison 1938 der Primera División war die 35. Spielzeit (die 7. der professionellen Ära) der höchsten uruguayischen Spielklasse im Fußball der Männer, der Primera División.
Die Primera División bestand in der Meisterschaftssaison des Jahres 1938 aus elf Vereinen, deren Mannschaften in den insgesamt 100 Meisterschaftsspielen jeweils zweimal aufeinandertrafen. Es fanden 20 Spieltage statt. Die Meisterschaft gewann Peñarol Montevideo als Tabellenerster vor den zweit- und drittplatzierten Vereinen Nacional Montevideo und Central. Ein Absteiger wurde in jener Saison nicht ermittelt. Zwar trug der Tabellenletzte Liverpool FC gegen den Club Atlético Progreso als Meister der Divisional Intermedia 1938 eine Relegation aus. Der Liverpool FC setzte sich im ersten Spiel mit 3:1 durch. Die zweite Begegnung gewann Progreso mit 3:2. Im dritten und entscheidenden Aufeinandertreffen behielt jedoch der Liverpool FC mit 2:1 die Oberhand und blieb Erstligist. Torschützenkönig wurde mit 20 Treffern Atilio García.

## Jahrestabelle
| Pl. | Verein                    | Sp. | S  | U | N  | Tore    | Diff. | Punkte |
| --- | ------------------------- | --- | -- | - | -- | ------- | ----- | ------ |
| 1.  | Peñarol Montevideo (M)    | 20  | 16 | 2 | 2  | 062:240 | +38   | 34     |
| 2.  | Nacional Montevideo       | 20  | 14 | 3 | 3  | 059:200 | +39   | 31     |
| 3.  | Central                   | 20  | 9  | 7 | 4  | 036:260 | +10   | 25     |
| 4.  | Montevideo Wanderers      | 20  | 9  | 4 | 7  | 035:270 | +8    | 22     |
| 5.  | Bella Vista               | 20  | 6  | 8 | 6  | 024:300 | −6    | 20     |
| 6.  | Club Atlético Defensor    | 20  | 6  | 7 | 7  | 037:350 | +2    | 19     |
| 7.  | River Plate               | 20  | 6  | 7 | 7  | 027:370 | −10   | 19     |
| 8.  | Racing Club de Montevideo | 20  | 4  | 8 | 8  | 023:300 | −7    | 16     |
| 9.  | Sud América               | 20  | 5  | 4 | 11 | 032:540 | −22   | 14     |
| 10. | Rampla Juniors            | 20  | 3  | 7 | 10 | 028:450 | −17   | 13     |
| 11. | Liverpool FC (N)          | 20  | 1  | 5 | 14 | 017:520 | −35   | 07     |

| (M) | Meister der vorangegangenen Saison  |
| (N) | Aufsteiger aus der Segunda División |

## Relegation
- Spiel 1:

|              | Ergebnis |                        |
| ------------ | -------- | ---------------------- |
| Liverpool FC | 3:1      | Club Atlético Progreso |

- Spiel 2:

|                        | Ergebnis |              |
| ---------------------- | -------- | ------------ |
| Club Atlético Progreso | 3:2      | Liverpool FC |

- Spiel 3:

| Liverpool FC      | Liverpool FC                                                                                            | Club Atlético Progreso                                                                              | Club Atlético Progreso |
| ----------------- | --- | --------------------------------------------------------------------------------------------------- | ---------------------- |
| Liverpool FC      | \| 31. Dezember 1938 \| \| Ergebnis: 2:1 \|                                                             | \| 31. Dezember 1938 \| \| Ergebnis: 2:1 \|                                                         | Club Atlético Progreso |
| Liverpool FC      | Barbotto, Marrero, Amatto, Leguizamón, Luzardo, Pérez, Cerviño, Eirín, Lucio Gorla, Villareal, Barriola | Piccardo, Piccardo, Carballo, Bobadilla, De León, Vignoli, Píriz, Arias, Laborda, Martinet, Fassola | Club Atlético Progreso |
| Liverpool FC      | 1:1 Gorla (39.) 2:1 Cerviño (59.)                                                                       | 0:1 Píriz (9.)                                                                                      | Club Atlético Progreso |
| 31. Dezember 1938 | | |                        |
| Ergebnis: 2:1     | | |                        |

Lucio Gorla (Liverpool FC) vier von sieben Toren seiner Mannschaft in dieser 3-Spiele-Relegation schoss.